# Papa Ioan al XI-lea
Papa Ioan al XI-lea (n. 910 d.Hr., Roma, Statele Papale – d. 936 d.Hr., Roma, Statele Papale) a fost Papă al Romei în anii 931 - 935.
Conform unor opinii docte, a fost fiul ilegitim al lui Papa Sergiu al III-lea și Marozia, când aceasta era adolescentă de cca. 15 ani. Papa Ioan al XI-lea a fost încarcerat de fratele său vitreg, Alberic al II-lea. Pontificatul său este considerat ceea gravă umilire a Bisericii Catolice.